# Видео
Видео (лат. „видим“) или видео-техника заједнички је назив за низ техничких поступака којима се остварује снимање, запис, обрада, пренос и приказ покретних слика које се гледају на телевизијском или рачунарском монитору.
Појам видео се користи у сложеницама као што су видеокамера, видеосигнал, видеорекордер, видеокасета, итд., али у свакодневном говору често означава било који видео-запис или направу за његову репродукцију. 
Познатији аналогни кућни формати видео-записа су: VHS, S-VHS, Бетамакс (Betamax), Видео 2000, а дигитални су нпр.: Quicktime, MPEG-2, MPEG-4.

## Историја

### Аналогни видео
Видео технологија је прво развијена за механичке телевизијске системе, који су брзо замењени телевизијским системима са катодном цеви (CRT), али је од тада измишљено неколико нових технологија за уређаје за видео приказ. Видео је првобитно био искључиво технологија уживо. Чарлс Гинсбург је водио Ampex истраживачки тим који је развио један од првих практичних видео рекордера (VTR). Године 1951. први VTR снимао је слике уживо са телевизијских камера тако што је уписивао електрични сигнал камере на магнетну видео траку.
Видео рекордери су продавани за 50.000 америчких долара 1956. године, а видео касете су коштале 300 долара по колуту од једног сата. Међутим, цене су постепено падале током година; Године 1971, Сони је почео да продаје декове и траке за видео касете (VCR) на потрошачком тржишту.

### Дигитални видео
Коришћење дигиталних техника у видеу ствара дигитални видео. У почетку није могао да се такмичи са аналогним видеом, због раног дигиталног некомпримованог видеа који је захтевао непрактично високе брзине преноса. Практични дигитални видео је омогућен са кодирањем дискретном косинусном трансформацијом (DCT), процесом компресије са губицима развијеним раних 1970-их. DCT кодирање је адаптирано у DCT видео компресију са компензацијом кретања касних 1980-их, почевши од H.261, првог практичног стандарда дигиталног видео кодирања.
Дигитални видео је касније био способан за већи квалитет и, на крају, много нижу цену од раније аналогне технологије. Након проналаска DVD-а 1997. године, а касније и Блу-реј диска 2006. године, продаја видео касета и опреме за снимање је опала. Напредак рачунарске технологије омогућава чак и јефтиним персоналним рачунарима и паметним телефонима да снимају, чувају, уређују и преносе дигитални видео, додатно смањујући трошкове видео продукције, омогућавајући креаторима програма и емитерима да пређу на продукцију без трака. Појава дигиталног емитовања и каснија транзиција дигиталне телевизије је у процесу свођења аналогног видеа у статус старе технологије у већини делова света. Развој видео камера високе резолуције са побољшаним динамичким опсегом и гамутом боја, заједно са увођењем дигиталних међуформата података високог динамичког опсега са побољшаном дубином боје, довео је до приближавања дигиталне видео технологије филмској технологији. Према подацима из 2013. године, употреба дигиталних камера у Холивуду је надмашила филмске.

## Карактеристике видео токова

### Број кадрова у секунди
Брзина кадрова, број фотографија по јединици времена видео записа, креће се од шест или осам кадрова у секунди (кадар/s) за старе механичке камере до 120 или више кадрова у секунди за нове професионалне камере. PAL стандарди (Европа, Азија, Аустралија итд.) и SECAM (Француска, Русија, делови Африке итд.) одређују 25 кадрова/s, док NTSC стандарди (САД, Канада, Јапан, итд.) наводе 29,97 кадрова/s. Филм се снима при мањој брзини кадрова од 24 кадра у секунди, што мало компликује процес преноса биоскопске слике у видео. Минимална брзина кадрова за постизање удобне илузије покретне слике је око шеснаест кадрова у секунди.